# Bonea
Bonea (Bunèa in campano) è un comune italiano di 1 379 abitanti della provincia di Benevento in Campania.

## Geografia fisica
Paese posto al centro della valle Caudina ai piedi del Taburno.
Il suo territorio è compreso fra un'altezza altimetrica di 256 m s.l.m. ed una massima di 1394 m s.l.m., pari ad un'escursione altimetrica di 1138 m s.l.m.
Ha una superficie agricola utilizzata in ettari (ha) di 273,71 (aggiornato al 2000).

## Storia
Fu costituito comune alla fine del 1800, in quanto prima era una frazione di Montesarchio.
Il nome deriverebbe dalla dea Bona, o dal Duca di Napoli, Buono che nell'833 lo distrusse (Meomartini, 67). In tal caso, potrebbe trattarsi di un raro caso in cui un paese, invece che dal suo fondatore, prenderebbe il nome dal suo distruttore.  Etimologie comunque difficilmente  plausibili e verificabili.
Sembra comunque più plausibile che fra Bonea e Montesarchio, dove sono venuti alla luce reperti di antichità sannitiche, si situi il sito della antica Caudio o di un centro della stessa epoca, la prima capitale dei Caudini sulla via Appia Antica che passava di la e procedeva verso Benevento passando nei pressi di Apollosa.
La storia del comune è legata a quella della famiglia dei baroni Perone Pacifico e famiglia Roviezzo.

## Monumenti e luoghi d'interesse
Molti sepolcreti tufacei dell'antico Sannio, fabbriche cuneiformi e laterizi, attribuite all'antica città di Caudio
- chiesa di San Sebastiano del XVI secolo;

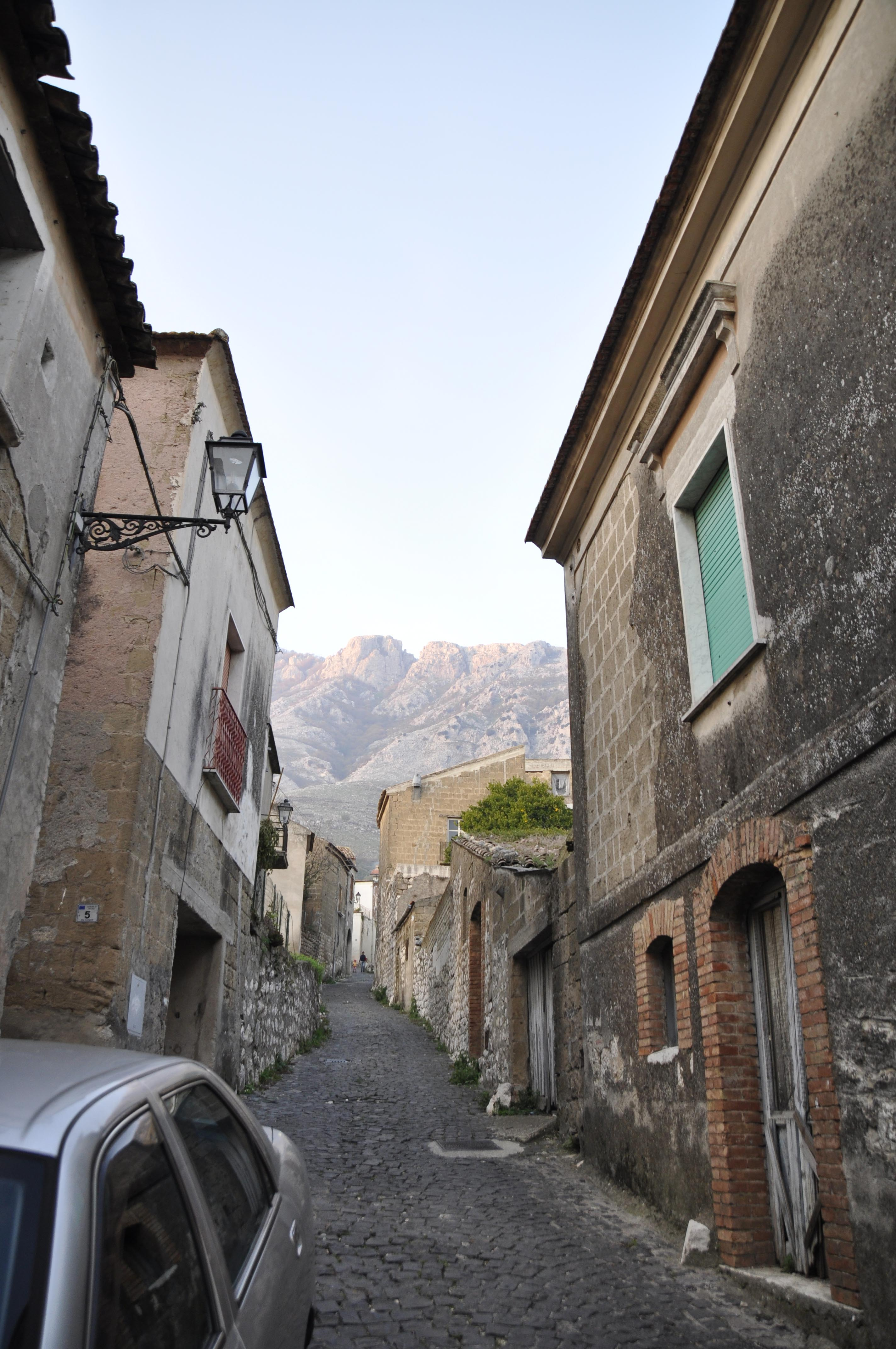
Una strada di Bonea

- chiesa di San Pietro secolo XVII;
- chiesa di San Nicola;
- chiesa di San Biagio;

## Società

### Evoluzione demografica
Abitanti censiti

## Amministrazione
Di seguito è presentata una tabella relativa alle amministrazioni che si sono succedute in questo comune.
| Periodo | Periodo   | Primo cittadino     | Partito                        | Carica  | Note |
| ------- | --------- | ------------------- | ------------------------------ | ------- | ---- |
| 1985    | 1990      | Gennaro Paradiso    | Democrazia Cristiana           | Sindaco |      |
| 1991    | 1995      | Votino Fortunato    | Democrazia Cristiana           | Sindaco |      |
| 1995    | 1999      | Pasquale Luciano    | Partito Popolare Italiano      | Sindaco |      |
| 1999    | 2001      | Cosimo Facchiano    | commissario                    | Sindaco |      |
| 2001    | 2006      | Gennaro Paradiso    | L'Ulivo                        | Sindaco |      |
| 2006    | 2011      | Gennaro Paradiso    | L'Unione                       | Sindaco |      |
| 2011    | 2016      | Salvatore Paradiso  | Lista civica (Centro-sinistra) | Sindaco |      |
| 2016    | in carica | Giampietro Roviezzo | Lista civica                   | Sindaco |      |

### Altre informazioni amministrative
Il comune fa parte della Comunità montana del Taburno.